# Grottoes
Grottoes è un comune degli Stati Uniti d'America, situato nello Stato della Virginia, diviso tra la contea di Rockingham e la contea di Augusta.